# 北川省一
北川 省一（きたがわ せいいち、1911年4月7日 - 1993年1月5日）は、日本の詩人、良寛研究家。
新潟県刈羽郡柏崎町（現在の柏崎市）生まれ。塗師の父が出奔して母と兄との家庭に育つ。第一高等学校在学時代には絵画、詩を創作。東京帝国大学仏文科に入学するが左翼活動のため1年で中退。郷里で私塾経営などをしたのち再度上京、兵役で千島で特攻訓練をするうち敗戦を迎えた。戦後は郷里で貸本屋をし、たびたび日本共産党から衆議院に立候補するが、田中角栄に敗れ続ける。66歳以後良寛研究家として多くの著書を著す。椎名麟三とは鉄工場の同僚だった。1993年1月5日、胃癌のため死去。
息子は北川フラム。娘の原若菜は原広司夫人であり、その名付け親は中野重治である。

## 著書
- 石ノ詩 詩集 昭森社 1961
- 良寛游戯  アディン書房 1977.10
- 良寛 その大愚の生涯 東京白川書院 1980.12
- 越後・柏崎・風土記 現代企画室 1981.2
- 良寛、非行の海に降りる 現代企画室 1982.6
- 漂泊の人良寛 1983.7 (朝日選書)
- 定本良寛游戯 東京白川書院 1983.2
- 三儲軍談 北方派遣軍麾下の勇士は語る 現代企画室 1984.9
- 越州沙門良寛 恒文社 1984.10
- 史譚貞心尼と柏崎騒動の夜 恒文社 1984.12
- 良寛、法華経を説く 恒文社 1985.11
- 大愚良寛の生涯 恒文社 1985.12
- 宮沢賢治と沙門良寛 北国の生んだ二人の法華者 現代企画室 1986.6
- 良寛優游 その大愚の境涯 大和書房 1986.10
- 良寛と子どもたち 親と教師のために 現代企画室 1988.1
- 良寛をめぐる女人たち 考古堂書店 1989.10
- 角さんや帰っておいで越後へ 恒文社 1990.2
- 良寛さばなしなら面白い 春秋社 1990.6
- 石の詩・ああ向陵よ、向陵よ 詩集 越書房 1991.6
- 光を、もっと光を! 青春・安保・浪人図絵 現代企画室 1991.10
- 良寛詩歌集 北川先生を囲む会 1993.2
- 良寛、<独游>の書 現代企画室 1993.8
- 永遠の人良寛 北川省一遺稿集 考古堂書店 1994.7

## 参考
- 「永遠の人良寛」附載年譜